# Malik Frikah
Malik Frikah  (* 2006 in Alès, Département Gard) ist ein französischer Filmschauspieler und Tänzer.

## Leben und Karriere
Frikah wurde 2006 in Alès geboren. Sein Vater, Jawad Frikah, ist ein Hip-Hop-Tänzer.
Als Kind war er international erfolgreich im Breakdance. Er wurde 2017 Weltmeister in der Altersklasse unter 12 Jahren.
Seine Schauspielkarriere begann 2021 er mit einem Auftritt in der französischen Fernsehserie Camping Paradis. Seit 2021 hatte er Rollen in zunächst einem Fernsehfilm und in den folgenden Jahren in mehreren Kinofilmen. In dem Film Beating Hearts übernahm er in der Hauptrolle des Clotaire dessen Lebensabschnitt als Jugendlicher. Der Film lief im Wettbewerb der Filmfestspiele von Cannes 2024.

## Filmografie
Filme
- 2022: Happy Nous Year
- 2023: Apaches
- 2023: Jeff Panacloc : À la poursuite de Jean-Marc
- 2024: Beating Hearts (L’amour ouf)

Serien
- 2021: Camping Paradis